# MiTEx
A MiTEx (Micro-satellite Technology Experiment, azaz mikroműhold-technológiai kísérlet) amerikai katonai műholdkísérlet volt, melynek során 2006. június 21-én Delta II hordozórakétával két kis méretű megfigyelő műholdat (USA–187 és USA–188), valamint egy kísérleti rakéta-végfokozatot (USA–189) állítottak geostacionárius pályára. A két műhold egymás körül manővereket hajtott végre, valamint egymást figyelték meg. A holdak kis méretük miatt nehezen voltak észlelhetők.
2008 októberében az ugyancsak amerikai DSP–23 korai riasztó műholddal egy manőver során váratlanul megszakadt a kapcsolat, ekkor a két kis holdat valószínűleg átirányították a DSP–23 közelébe, hogy megnézzék, mi történt vele. Az első hold december 23-án ért a DSP–23-hoz. Ilyen manővert korábban még nem hajtottak végre, többek között, mert az ilyen rejtett manőverezés katonai célokra is használható, és sérti a világűr békés célú felhasználásának elvét.

## Külső hivatkozások
- Frey, Sándor: Áttörés a katonai űrműveletekben?. Űrvilág.hu, 2009. január 19. (Hozzáférés: 2009. február 16.)